# Liesl Tesch
Liesl Dorothy Tesch, née le 17 mai 1969 à Brisbane, est une joueuse australienne de basket-ball en fauteuil roulant, navigatrice et femme politique. Elle est membre du Parti travailliste et représente Gosford (en) à l'Assemblée législative de la Nouvelle-Galles du Sud depuis l'élection partielle de l'État de Gosford en 2017 .
Liesl Tesch devient paraplégique incomplète après un accident de vélo de montagne à l'âge de 19 ans. Elle fait partie de l'équipe nationale de basketball en fauteuil roulant lors de cinq Jeux paralympiques, remportant trois médailles et est la première femme à pratiquer ce sport de manière professionnelle. Elle commence à naviguer en 2010 et remporte des médailles d'or aux Jeux paralympiques de Londres en 2012 et de Rio en 2016 avec son partenaire Daniel Fitzgibbon (en).

## Biographie

### Jeunesse
Tesch naît à Brisbane le 17 mai 1969. Elle grandit à Brisbane, puis en Nouvelle-Zélande, et dans la banlieue de Lake Macquarie à Coal Point, et fréquente la Toronto High School (en),,. Enfant, elle pratique le basket-ball, la natation, la voile, la planche à voile et le cyclisme, et fait partie de l'équipe de basket-ball de l'État au lycée. À 19 ans, elle se fracture le dos après un accident de VTT et devient paraplégique incomplète. Elle obtient un baccalauréat ès sciences et un diplôme en éducation à l'Université de Newcastle.

### Carrière sportive

#### Basket-ball en fauteuil roulant

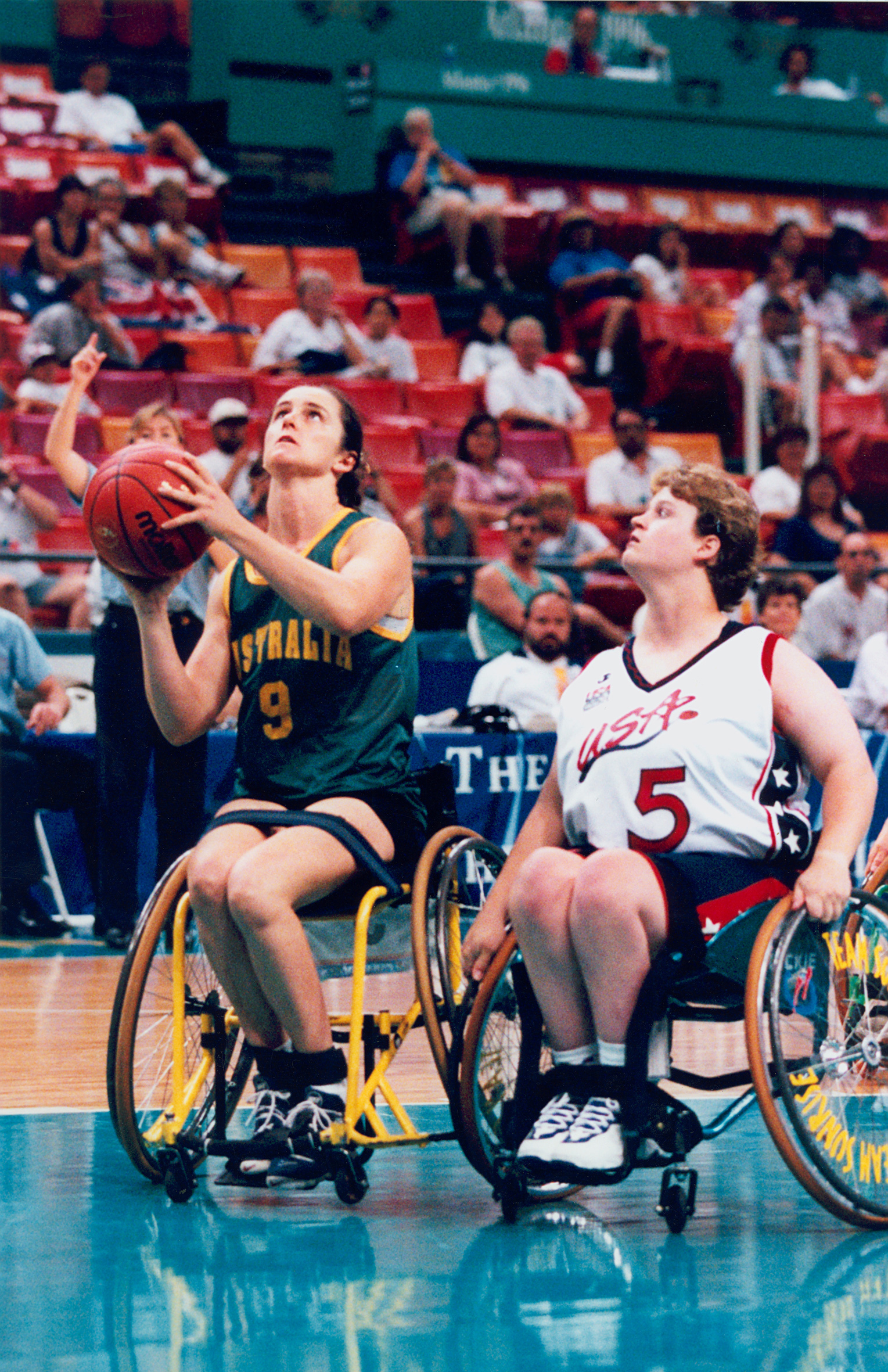
Liesl Tesch lors du match contre les États-Unis aux Jeux paralympiques d'Atlanta de 1996

Liesl Tesch commence à jouer au basket-ball en fauteuil roulant après qu'un de ses physiothérapeutes a remarqué à quel point elle est habile à tirer avec un ballon de basket en mousse pendant sa rééducation. Peu de temps après son entrée dans l'équipe d'État de la Nouvelle-Galles du Sud, elle est invitée à faire partie de l'équipe nationale féminine australienne de basket-ball en fauteuil roulant en 1990, et fait ses débuts en sélection aux Championnats du monde de cette année-là. Elle prend part à ses premiers Jeux paralympiques en 1992 à Barcelone. Elle est nommée au All Star Five lors de la Gold Cup de 1994, où l'équipe australienne remporte une médaille de bronze. Elle fait de nouveau partie de l'équipe australienne aux Jeux paralympiques d'Atlanta en 1996, et est nommée meilleure joueuse de la Gold Cup 1998. Elle est vice-capitaine de l'équipe aux Jeux paralympiques de Sydney en 2000, où elle remporte une médaille d'argent,. Lors des célébrations après les matchs, certains joueurs européens l'invitent à jouer dans des équipes masculines professionnelles en Europe. Elle accepte joue à Madrid, en Sardaigne et à Paris pendant les cinq années suivantes, devenant ainsi la première femme au monde à jouer professionnellement au basketball en fauteuil roulant. Elle aide à établir une ligue féminine de basket-ball en fauteuil roulant sur le continent et joue dans des équipes féminines en Italie et en France. Elle fait partie de l'équipe australienne médaillée d'argent aux Jeux paralympiques d'Athènes en 2004. Elle devient capitaine de l'équipe nationale pour les Jeux paralympiques de Pékin en 2008,. En 2010, Liesl Tesch participe avec son équipe à la Coupe d'Osaka, une compétition pour les cinq meilleures équipes internationales féminines de basketball en fauteuil roulant ; son équipe bat l'équipe américaine classée numéro un 55–37.
Elle prend sa retraite de l'équipe nationale de basketball en fauteuil roulant en 2011 pour se concentrer sur la voile.

#### Voile

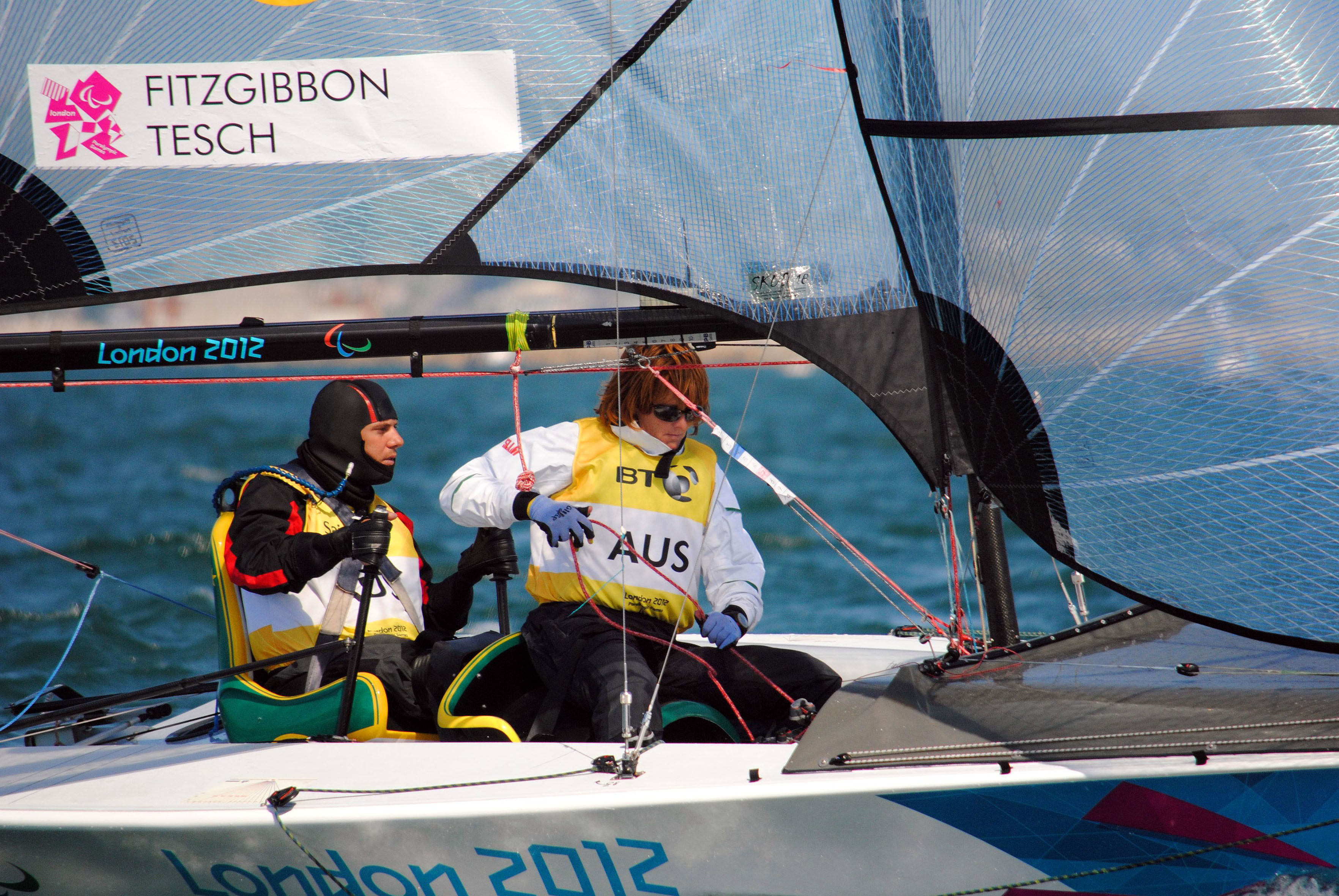
Liesl Tesch et Daniel Fitzgibbon aux Jeux paralympiques de Londres 2012

En 2009, Liesl Tesch participe à Sydney-Hobart dans la catégorie navigateurs handicapés. Après avoir vu un documentaire de SBS, le médaillé d'argent des Jeux de Pékin Daniel Fitzgibbon (en) la contacte fin 2010, et les deux skippers nouent un partenariat. Navigant sur un SKUD 18 pour deux personnes, l'équipage connaît un succès immédiat, remportant l'or à la Gold Cup de l'ISAF en janvier 2011 et une médaille de bronze aux Championnats du monde IFDS (en) en juillet de la même année. Ils remportent une médaille d'or lors des Jeux paralympiques de Londres en 2012,.
Aux Championnats du monde IFDS de 2014 à Halifax, au Canada, Liesl Tesch et Daniel Fitzgibbon remportent la classe SKUD 18 en duo. En 2015, l'équipage remporte les Championnats du monde IFDS 2015 à Melbourne. Le duo décroche une médaille de bronze dans la catégorie SKUD 18 aux Championnats du monde 2016 à Medemblik, aux Pays-Bas.
Le 20 juin 2016, Liesl Tesch se fait voler son vélo sous la menace d'une arme lors d'une séance de fitness avec son physiothérapeute à Rio de Janeiro, lors de sa préparation pour les Jeux paralympiques de cette année-là. Elle n'est pas blessée mais reste secouée par l'attaque. Toujours en duo avec Daniel Fitzgibbon, elle décroche une nouvelle médaille d'or aux Jeux paralympiques de Rio 2016 en SKUD 18. L'équipage remporte huit des onze courses et arrive deuxième dans les trois autres.

### Carrière politique
En février 2017, Liesl Tesch est sélectionnée par le Parti travailliste pour participer à l'élection partielle de l'État de Gosford (en). Elle remporte l'élection le 8 avril 2017.

### Vie personnelle
Avant d'entrer en politique, Liesl Tesch travaille comme enseignante. En 2010, elle cofonde Sports Matters, une organisation caritative qui promeut le sport pour les personnes handicapées dans les pays en développement,. Elle vit avec son conjoint, Mark, un constructeur de bateaux et un concurrent fréquent de Sydney-Hobart ; le couple s'est rencontré lors de la préparation de l'édition 2009 de la course.

## Reconnaissance

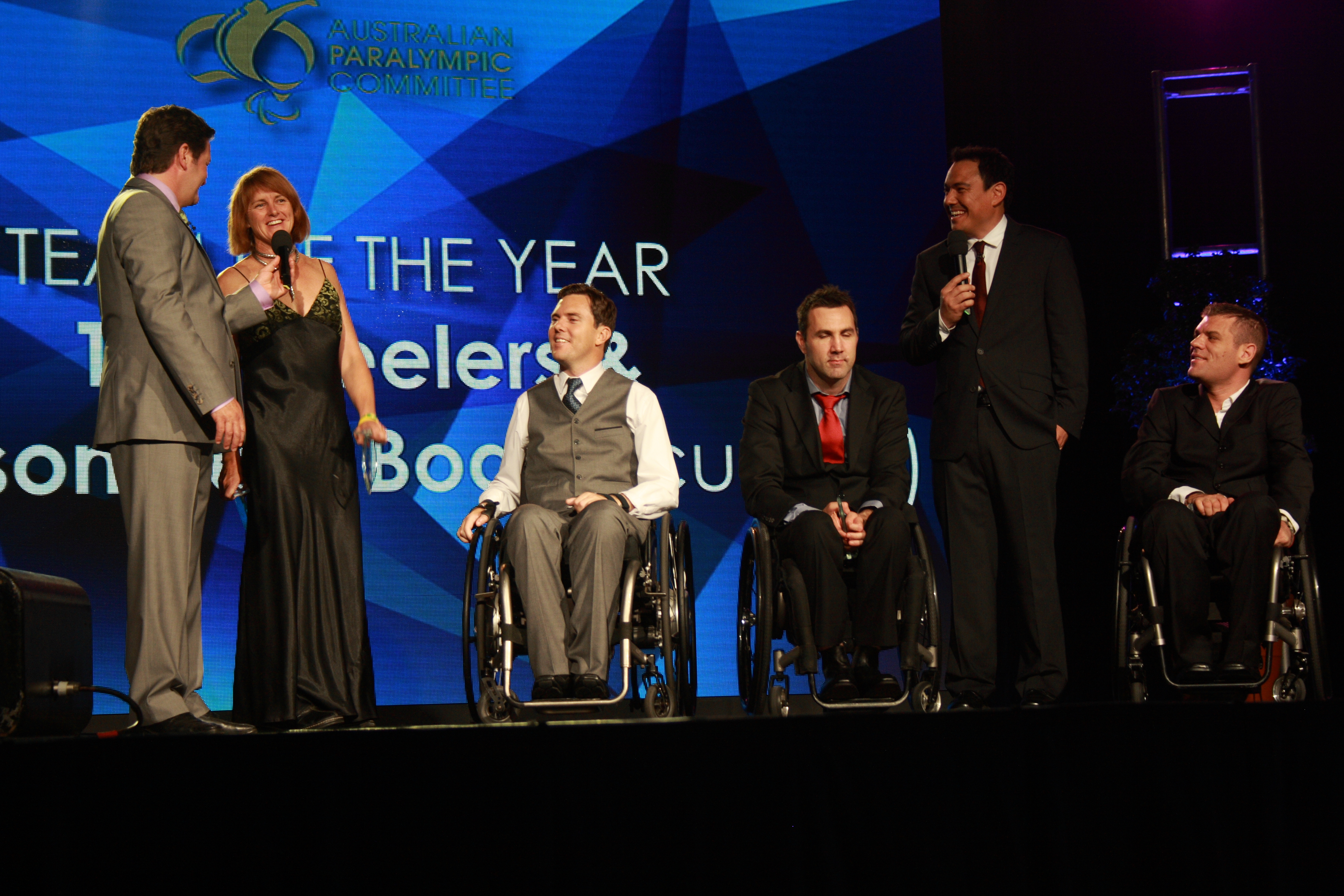
Liesl Tesch et Daniel Fitzgibbon reçoivent le prix de l'équipe de l'année lors de la cérémonie de l'athlète paralympique australien de l'année 2012.

En 2000, Liesl Tesch reçoit la médaille australienne des Sports. Elle et Daniel Fitzgibbon sont conjointement nommés marins handisports de l'année en 2011. Elle est nommée membre de l'Ordre d'Australie lors de l'Australia Day Honors 2014. En novembre 2014, Liesl Tesch partage le prix du marin handicapé de l'année de l'Australian Sailing (en) avec Daniel Fitzgibbon (en), Colin Harrison (en), Jonathan Harris (en), Russell Boaden (en) et Matthew Bugg (en); l'équipe australienne de six marins ayant battu la Grande-Bretagne d'un point au Championnat du monde IFDS. Liesl Tesch et Daniel Fitzgibbon remportent le NSW Sports Award 2014 pour l'équipe handisport de l'année.
En novembre 2014, Liesl Tesch reçoit le prix Sir Roden Cutler du Primary Club of Australia (en), reconnaissant une réalisation sportive exceptionnelle d'un athlète handicapé,. En novembre 2015, Liesl Tesch et Daniel Fitzgibbon reçoivent le prix du marin handisport de l'année 2015 du Yachting Australia (en). En 2016, la navigatrice est intronisée au Hall of Fame de la Fédération australienne de basket-ball. En 2016, elle reçoit le prix du président aux Australian Sailing Awards. Lors des prix du Comité paralympique australien de 2016, elle reçoit la médaille pour l'esprit des Jeux. En novembre 2017, Liesl Tesch et Daniel Fitzgibbon sont les premiers intronisés de le Hall of Fame de l'Australian Sailing (en).